# رانلاغ (مترو باريس)
رانلاغ (بالفرنسية: Ranelagh)‏ هي محطة مترو تابعة لمترو باريس تقع في فرنسا في الدائرة السادسة عشرة في باريس.[بحاجة لمصدر]

## الترايخ
افتتحت المحطة في 8 نوفمبر 1922 كجزء من القسم الأول من الخط الممتد من تروكاديرو إلى إكسالمونس.
كجزء من برنامج ”مترو + عتيق“ الذي تنفذه الهيئة المستقلة للنقل في باريس، تم تجديد وتحديث ممرات المحطة وإضاءة الأرصفة في 28 أبريل 2004.
في عام 2019، استخدم المحطة 2,314,539 راكبًا، مما يجعلها المحطة رقم 222 لأكثر المحطات ازدحاماً في شبكة المترو من بين 302 محطة. 
في عام 2020، استخدم المحطة 1,234,203 راكبًا في ظل جائحة كوفيد-19، مما يجعلها المحطة رقم 206 لأكثر المحطات ازدحاماً في شبكة المترو من بين 304 محطات. 
في عام 2021، استخدم المحطة 1,779,206 راكب، مما يجعلها المحطة رقم 199 لأكثر المحطات ازدحاماً في شبكة المترو من بين 304 محطة. 